# Hermann Koch (Politiker, 1899)
Hermann Koch (* 29. Dezember 1899 in Harriehausen; † 10. Februar 1984 in Braunschweig) war ein deutscher Möbelfabrikant und Politiker der CDU.

## Leben
Nach dem Schulbesuch absolvierte Koch, der evangelischen Glaubens war, eine kaufmännische Lehre im Textilhandel, der er eine praktische Lehre als Polsterer anschloss. Im Ersten Weltkrieg war er Soldat. 1923 übernahm er den von seinem Großvater gegründeten Handwerksbetrieb und verlegte ihn ein Jahr später nach Braunschweig. Das bis 1979 von der Hermann Koch GmbH & Co. KG genutzte Fabrikgebäude am Magnitorwall („Handelshof“) steht auch heute noch. Er baute den Betrieb zu einer Fabrik für Polstermöbel und Matratzen aus. Im Zweiten Weltkrieg diente er erneut als Soldat.
Koch gründete 1948 zusätzlich eine Großhandlung für Möbelstoffe und übernahm 1957 einen weiteren Betrieb in Wolfsburg. Das Unternehmen besteht heute unter dem Namen diamona Hermann Koch Fabrik für Wohn- und Schlafkomfort GmbH & Co. KG in Wolfsburg.

## Partei
Koch beteiligte sich 1945 an der Gründung der CDU in Braunschweig, deren Kreisvorsitzender er zeitweise war.

## Abgeordneter
Von 1952 bis 1957 war Koch Ratsherr in Braunschweig. Dem Deutschen Bundestag gehörte er von 1957 bis 1961 an. Er vertrat dort den Wahlkreis Stadt Braunschweig.